# Ritoniemi
Ritoniemi är en ö i Finland. Den ligger i sjön Ilajanjärvi och i kommunen Ilomants i den ekonomiska regionen  Joensuu ekonomiska region  och landskapet Norra Karelen, i den östra delen av landet, 400 km nordost om huvudstaden Helsingfors. Öns area är 2,9 hektar och dess största längd är 0,7 kilometer i nord-sydlig riktning.